# Gregory Page-Turner
Gregory Page-Turner, 3e baronnet (16 février 1748 - 4 janvier 1805) est un riche propriétaire terrien et homme politique de la fin du XVIIIe siècle en Angleterre, servant comme député pour Thirsk pendant 21 ans.

## Biographie
Gregory Turner ("Page" a été ajouté plus tard) est le fils aîné d'Edward Turner (2e baronnet) d'Ambrosden près de Bicester dans l'Oxfordshire. Il lui succède comme troisième baronnet Turner le 31 octobre 1766.
Pompeo Batoni peint son portrait vers 1768. En 1771, il vend le manoir de Wendlebury, Oxfordshire, que son père a acheté en 1764, à l'intendant de son père, John Pardoe.
En 1775, il hérite d'importantes propriétés dans le nord-ouest du Kent (aujourd'hui partie du sud-est de Londres) de son grand-oncle, Gregory Page (2e baronnet), et ajoute «Page» à son nom de famille. En 1783, il est haut shérif de l'Oxfordshire puis député de Thirsk d'avril 1784 jusqu'à sa mort en 1805.
Son père fait construire une maison de campagne, Ambrosden House, par l'architecte Sanderson Miller dans les années 1740. Sir Gregory n'a jamais vécu à Ambrosden, a pensé que la maison était trop grande et en 1767 a cherché à en démolir une partie pour la rendre plus petite. Cela s'est avéré impossible et en 1768, il fait démolir toute la maison.
Il est décédé à l'âge de 56 ans et est enterré à Bicester. Il épouse Frances, la fille de Joseph Howell. Leur fils Gregory Osborne Page-Turner (1785-1843) lui succède pour devenir le quatrième baronnet.